# Убийство британских инженеров в Чечне
Убийство британских инженеров в Чечне — убийство в декабре 1998 года четверых инженеров британской компании «Granger Telecom» чеченской бандой. В октябре 1998 года сотрудники компании были похищены в Чечне, 7 декабря им отрезали головы.

## Похищение и убийство
В сентябре 1998 года после подписания контракта на сумму 300 млн долл. между телекоммуникационной компанией «Granger Telecom» и компанией «Чечентелеком» в Чечню прибыли четверо инженеров — новозеландец Стенли Шоу (англ. Stan Shaw) и три британца: Рудольф Петчи (англ. Rudi Petschi), Питер Кеннеди (англ. Peter Kennedy) и Даррен Хики (англ. Darren Hickey).
В ночь на 4 октября в Грозном инженеры были похищены, в дом на улице Лермонтова ворвались около 20 вооружённых террористов. Шестеро охранников, выделенных иностранцам властями самопровозглашённой ЧРИ, практически не смогли помешать нападавшим (по словам чеченских властей, была короткая перестрелка, в ходе которой был ранен один охранник и один член банды). Интересно, что захват заложников произошёл всего в 500 метров от управления по борьбе с похищениями людей. Оперативники слышали выстрелы, но не проявили к ним интереса, поскольку ночью в Грозном стрельба была частым явлением.
Это событие нанесло тяжелый удар по правительству Масхадова, подорвав его авторитет и лишив западных инвестиционных возможностей в долгосрочной перспективе. Министр шариатской безопасности ЧРИ Асланбек Арсаев пригрозил уничтожить группировки, занимающиеся работорговлей, если те не отпустят заложников. В поиске британцев участвовали представители всех силовых структур Ичкерии. По горячим следам в 20-х числах октября, были проведены широкомасштабные операции против похитителей людей, в ходе которых силовые структуры ЧРИ освободили 60 других заложников и арестовали нескольких подозреваемых, которые впоследствии были отпущены за отсутствием улик. Более результативным оказалось расследование, проведенное владельцами Чечентелекома. Они быстро установили, что их иностранные партнеры находятся в руках полевого командира Арби Бараева. Бандиты, связав инженеров, увезли их в Ачхой-Мартановский район. Бизнесмены из Чечентелекома взяли в заложники одного из заместителей Арби Бараева и предложили обменять его на иностранцев. Арби Бараев от обмена отказался, заявив, что отпустит заложников только за выкуп в 10 млн долларов.
Заложников содержали в комнате площадью три на три метра на голом бетонном полу. Похищенные подвергались пыткам, террористы обвиняли их в шпионаже. В ночь с 7 на 8 декабря заложники были обезглавлены. Их головы обнаружили на трассе Ростов-Баку у станицы Ассиновская. По словам чеченских силовых структур, заложников обезглавили из мести — после того, как масхадовские спецслужбы провели неудачную попытку их освобождения.
Никто не был официально обвинен или осужден за это похищение, но часто упоминались разные имена виновников, в контексте соперничества между президентом Масхадовым с другими чеченскими полевыми командирами, которые хотели скомпрометировать друг друга.

## Расследование
В 2001 году телекомпания Би-Би-Си показала документальный фильм, где журналисты увязывают убийство инженеров с Усамой бен Ладеном, который предложил боевику Арби Бараеву 30 млн долларов.
В 2002 году в Наурском районе правоохранительными органами задержан террорист Хусейн Идиев — один из участников похищения инженеров, член незаконного вооружённого бандитского формирования Арби Бараева.
В 2003 году в британской газете «Sunday Times» был опубликован рассказ профессора Магомеда Чагучиева, который также находился в плену с инженерами. Он показал, что их привезли в подземную камеру сильно избитыми. Во время пребывания в плену их избивали прикладами автоматов, дубинками и цепями. Бандиты демонстрировали инженерам видеосъёмки пыток и убийств других заложников. В неделю инженерам выдавали буханку хлеба и ведро воды на четверых.
По словам Чагучиева, его жена обратилась с просьбой о помощи к Ахмеду Закаеву (министру культуры правительства Масхадова), однако тот в грубой форме ответил ей отказом. Организация «Фонд гражданских свобод», осуществляющая защиту Закаева и финансируемая Борисом Березовским, заявила, что публикация в «Sunday Times» имеет признаки фальсификации. Вдова одного из инженеров Луиза Петчи сказала, что за заключение контракта с «Granger Telecom» отвечали министр информации Мовлади Удугов и министр культуры Ахмед Закаев. Как сообщает РИА Новости, она выразила недоумение тем, что «Великобритания позволяет чеченским боевикам приезжать в страну, находиться здесь и даже просить политического убежища». «Я не понимаю — они что, собираются продолжать свою бандитскую деятельность здесь, на Западе?» — сказала Петчи.
По данным газеты Коммерсантъ, приказ отрезать головы четырём связистам английской фирмы Granger Telecom и снять всё это на видеопленку отдал Ризван Ахмадов, разговаривал по телефону с представителями посольства Великобритании в Москве, требуя выкуп за похищенных сотрудников, другой представитель клана Ахмадовых — Руслан, а перевозил отсечённые головы убитых сотрудников Granger Telecom ещё один из братьев — Увайс Ахмадов.